# Città del Rhode Island
Lista delle città del Rhode Island, Stati Uniti d'America, comprendente tutti i comuni (city e town) dello Stato.
I dati sono dell'USCB riferiti al censimento del 2000 e ad una stima del 01-07-2007.
| #  | città            | contea     | status | Cens. 2000 | Stima 01-07-07 |
| -- | ---------------- | ---------- | ------ | ---------- | -------------- |
| 1  | Barrington       | Bristol    | town   | 16819      | 16444          |
| 2  | Bristol          | Bristol    | town   | 22469      | 22552          |
| 3  | Burrillville     | Providence | town   | 15796      | 16505          |
| 4  | Central Falls    | Providence | city   | 18928      | 18823          |
| 5  | Charlestown      | Washington | town   | 7859       | 8120           |
| 6  | Coventry         | Kent       | town   | 33668      | 34510          |
| 7  | Cranston         | Providence | city   | 79269      | 80463          |
| 8  | Cumberland       | Providence | town   | 31840      | 34314          |
| 9  | East Greenwich   | Kent       | town   | 12948      | 13349          |
| 10 | East Providence  | Providence | city   | 48688      | 48779          |
| 11 | Exeter           | Washington | town   | 6045       | 6195           |
| 12 | Foster           | Providence | town   | 4274       | 4511           |
| 13 | Glocester        | Providence | town   | 9948       | 10536          |
| 14 | Hopkinton        | Washington | town   | 7836       | 8003           |
| 15 | Jamestown        | Newport    | town   | 5622       | 5515           |
| 16 | Johnston         | Providence | town   | 28195      | 28680          |
| 17 | Lincoln          | Providence | town   | 20898      | 22105          |
| 18 | Little Compton   | Newport    | town   | 3593       | 3535           |
| 19 | Middletown       | Newport    | town   | 17334      | 16259          |
| 20 | Narragansett     | Washington | town   | 16361      | 16511          |
| 21 | New Shoreham     | Washington | town   | 1010       | 1021           |
| 22 | Newport          | Newport    | city   | 26475      | 25359          |
| 23 | North Kingstown  | Washington | town   | 26326      | 26708          |
| 24 | North Providence | Providence | town   | 32411      | 32885          |
| 25 | North Smithfield | Providence | town   | 10618      | 11294          |
| 26 | Pawtucket        | Providence | city   | 72958      | 72342          |
| 27 | Portsmouth       | Newport    | town   | 17149      | 17030          |
| 28 | Providence       | Providence | city   | 173618     | 172459         |
| 29 | Richmond         | Washington | town   | 7222       | 7659           |
| 30 | Scituate         | Providence | town   | 10324      | 10870          |
| 31 | Smithfield       | Providence | town   | 20613      | 21279          |
| 32 | South Kingstown  | Washington | town   | 27921      | 29277          |
| 33 | Tiverton         | Newport    | town   | 15260      | 15079          |
| 34 | Warren           | Bristol    | town   | 11360      | 11083          |
| 35 | Warwick          | Kent       | city   | 85808      | 85097          |
| 36 | West Greenwich   | Kent       | town   | 5085       | 6394           |
| 37 | West Warwick     | Kent       | town   | 29581      | 29289          |
| 38 | Westerly         | Washington | town   | 22966      | 23408          |
| 39 | Woonsocket       | Providence | city   | 43224      | 43590          |